# Sol du chemin très usagé, le jardin de pierres à Vence
Sol du chemin très usagé, le jardin de pierres à Vence  et  La Route sont deux tableaux réalisés par Jean Dubuffet en mars 1956. Le premier date du 5 mars, le second du 24 mars. Ils font partie d'une série de 9 huiles sur toile, toutes classées dans Routes et chaussée, sous section de la série Assemblage d'empreintes. La série correspond à la période de Vence. Elle est dans la continuité des Assemblages d'empreintes commencés en 1953. Jean Dubuffet a intitulé « Quinzième période de mes travaux », octobre 1955 à novembre 1956, la série des Routes et chaussées née de « tableaux d'assemblages ».

## Contexte
Ces deux toiles  font partie de l'exposition qui a eu lieu du 12 janvier au 15 mars 1988. Organisée par Daniel Cordier dans deux lieux à la fois : la Galerie de France et la galerie Baudoin-Lebon, cette exposition retrace l'évolution des travaux de Jean Dubuffet  de 1956 à 1960. Daniel Cordier reprend en introduction les textes de Jean Dubuffet sur ses travaux. À cette époque, de 1954 à 1956, comme il l'indique lui-même, Dubuffet avait un atelier à Vence  réservé à la confection d'Assemblages d'empreintes, où il allait travailler par intermittence. « Les peintures de la série Routes et chaussées de mars 1956 au nombre de 9, prétendent évoquer des sols de routes de grande communication empierrées et bien entretenues (La Route), ainsi que de chaussées goudronnées plus ou moins usagées, et des sols de chemins pierreux (Sols du chemin très usagé, le jardin de pierres). »
Ces œuvres sont une étape avant de nouveaux assemblages d'empreintes, que le peintre reprendra dès novembre 1956.

## Les tableaux
À l'origine, les 2 tableaux, comme les 9 toiles de la série, ont été peints à l'huile dans le but d'être découpés et utilisés comme assemblages d'empreintes. Ces assemblages, réalisés avec des coulures, giclures, frottages, sont accumulés jusqu'à ce que l'artiste juge son stock assez abondant. Il découpe ensuite librement les parties qui lui paraissent intéressantes et les rassemble de différentes manières jusqu'à ce que la combinaison finale lui convienne.
Dubuffet décide de laisser tels quels Sol du chemin très usagé, le jardin de pierres à Vence et La Route, ainsi que 7 autres toiles parce qu'il considère qu'elles ont atteint un stade où il ne faut plus que quelques petites retouches pour en faire des tableaux autonomes.
« Mon travail s'était organisé de manière que je peignais d'avance des tableaux préalables avec l'intention de les employer ultérieurement […], par exemple pour constituer du sol. Il arrivait que j'embrouille l'affaire et que j'utilise pour les sols ce que j'avais destiné pour les ciels […]. Mais certains d'entre eux me parurent frappants dans l'aspect qu'ils avaient tels quels et je décidai de les maintenir, sauf à compléter sans en changer le langage. »
Ce langage des Routes et chaussées, que Gaétan Picon compare à des « microcosmes scintillants », présente un aspect « étoilé » que l'artiste va développer sous différentes formes, et réinterpréter avec d'autres techniques et matériaux dans la série des Texturologies : Éléments de sols gris (Texturologie XIV, 97 × 130 cm, peint le 17 mars 1958 à Paris ou Vie exemplaire du sol (Texturologie LXIII  129,5 × 161,9 cm), 1958, Tate Modern (Londres), achat de 1966.